# 佐藤薬品工業
佐藤薬品工業株式会社（さとうやくひんこうぎょう、SATO YAKUHIN KOGYO CO,.LTD.）は、奈良県橿原市に本社を置く製薬会社である。軟式野球部の活躍でも知られる。

## 概要
創業は1947年（昭和22年）。1951年（昭和26年）に法人化。当初は奈良県御所市に本社を置いていたが、1977年（昭和52年）に現在地に工場を新設し、本社も移転した。
カプセル製剤を得意とし、全自動カプセル充填機を導入するなど、大手医薬品メーカーからの受託加工が事業の中心である。2005年（平成17年）の薬事法の改正によって医薬品の製造工程に関わるアウトソーシングが完全自由化されることを見越して設備投資を進めてきた。現在は医療用医薬品、一般用医薬品の錠剤、カプセル剤等の内服固形製剤をメインに多くの医薬品の受託加工を手がけている。

## 軟式野球部
1966年（昭和41年）創部の野球部は、天皇賜杯全日本軟式野球大会に29回、国民体育大会に25回出場している。1984年（昭和59年）のわかくさ国体で優勝。天皇賜杯全日本軟式野球大会では2007年（平成19年）・2008年（平成20年）に連覇を果たしている。2013年には専用の又一記念球場を建設。

## 命名権

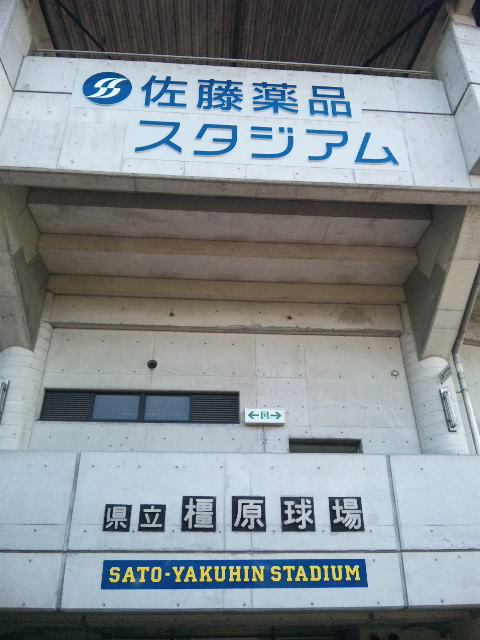
命名権取得後の橿原公苑野球場

奈良県立橿原公苑野球場の命名権を2010年7月1日から2013年6月30日の3年間（年間500万円）取得し「佐藤薬品スタジアム」とする。奈良県のスポーツ施設の命名権取得は県内初。2013年で命名権の期限は切れることになっていたが2016年6月末まで延長し年間800万円まで増額した。2016年6月、同年7月から3年間、年間800万円の契約で2度目の命名権を更新した。